# Schwalbenschwanz-Nachtschwalbe
Die Schwalbenschwanz-Nachtschwalbe (Uropsalis segmentata, Syn.: Hydropsalis segmentatus) ist eine Vogelart aus der Familie der Nachtschwalben (Caprimulgidae).
Sie kommt in Bolivien, Ecuador, Kolumbien und Peru vor.
Ihr Verbreitungsgebiet umfasst subtropischen feuchten Bergwald oder tropischen Regenwald, Lichtungen, Schneisen und Waldränder, auch hoch gelegenes Grasland.

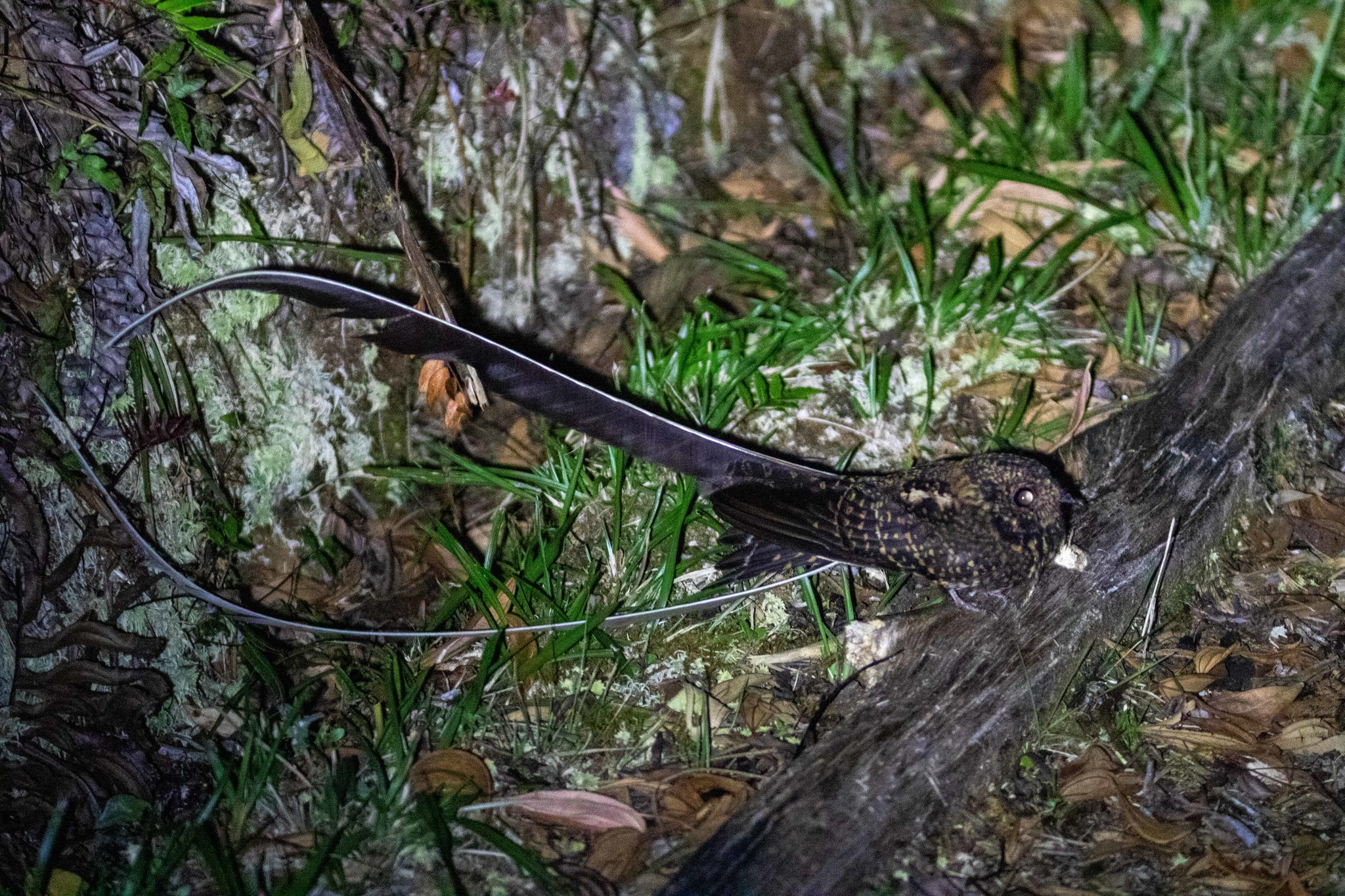
Schwalbenschwanz-Nachtschwalbe, Männchen

Verbreitungsgebiet der Schwalbenschwanz-Nachtschwalbe (grün)

## Beschreibung
Die Schwalbenschwanz-Nachtschwalbe ist 20–22 cm groß, das Männchen wiegt etwa 45 g, das Weibchen um die 50 g. Beim Männchen kommen die äußeren Schwanzfedern hinzu, die bis zu 54 cm lang werden können, außerdem hat es ein weißes Kehlband. Beim Weibchen ist der Schwanz gekerbt und trägt Schwanzbänder. Die Oberseite bei beiden Geschlechtern ist dunkelbraun bis schwarz mit rotbraunen Flecken und Nackenband. Diese Art hat kein Weiß auf Schwanz oder Flügeln.
Sie ähnelt der Leierschwanz-Nachtschwalbe, tritt aber in größeren Höhen auf, ist kleiner, gleichmäßiger dunkelgrau und hat rotbraune Flecken auf Scheitel und Stirn.

## Stimme
Der Ruf des Männchens wird als Reihe ansteigender, dann abfallender,  pfeifender Laute purrrrr-sweeeee, auch als pweeép beschrieben vom Boden aus gerufen. Der Ruf kann mit dem des Lappenguans (Aburria aburri) verwechselt werden.

## Geografische Variation
Es werden folgende Unterarten anerkannt:
- U. s. segmentata (Cassin, 1849)[7], Nominatform – Anden in Kolumbien und Ecuador
- U. s. kalinowskii (Berlepsch & Stolzmann), 1894[8] – Östliche Anden vom Norden Perus nach Süden bis in den Westen Boliviens (Cochabamba)

## Lebensweise
Die Nahrung besteht aus Insekten, die mit kurzen Sprüngen vom Boden oder von einem Ansitz aus erbeutet werden. Die Nachtschwalbe ist nachtaktiv, sucht bevorzugt auf Lichtungen und Schneisen nach Nahrung und sitzt gern auf Wegen.
Die Brutzeit liegt in Kolumbien zwischen August und September und Januar und Februar.

## Gefährdungssituation
Die Schwalbenschwanz-Nachtschwalbe gilt als „nicht gefährdet“ (least concern).